# USS Charleston (C-2)
Бронепалубный крейсер «Чарльстон» (англ. Charleston) — бронепалубный крейсер американского флота.

## Проектирование

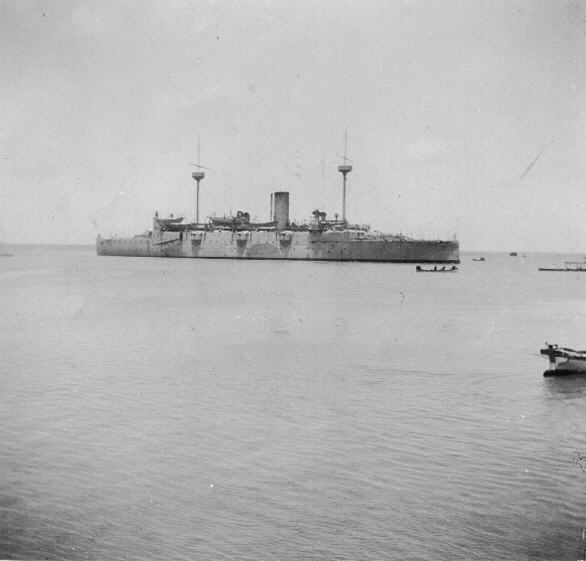
Бронепалубный крейсер «Чарльстон» на рейде Манилы.

Поскольку первые крейсера «Нового флота» — тип «Атланта» и «Чикаго» получились не слишком удачными, американские адмиралы сочли необходимым обратиться за иностранной технической помощью. В начале 1880-х годов большим спросом на рынке военно-морских вооружений пользовались так называемые «элсвикские крейсера», строившиеся британской фирмой «Армстронг». Начиная с крейсера «Эсмеральда», поставленного чилийскому флоту, её бронепалубные крейсера охотно приобретались многими второстепенными морскими державами Европы, Азии и Южной Америки. Заказчиков привлекало благоприятное сочетание передовых технических решений с солидной боевой мощью и умеренной стоимостью. В частности, Императорский флот Японии заказал «Армстронгу» два крейсера типа «Нанива». Именно их теоретические чертежи были приобретены американским флотом, а сам крейсер «Чарльстон» отличался от прототипов лишь артиллерией американского производства.

## Конструкция

### Корпус
Корпус корабля был усовершенствован Уильямом Уайтом, по сравнению с «Эсмеральдой», которую критиковали за слишком низкий надводный борт. Теперь высота борта выросла, что благотворно сказалось на мореходности. Это также позволило поднять верхнюю точку броневой палубы. Крейсер также получил двойное дно, с ячеистой структурой, что должно было повысить защиту от навигационных повреждений. В отличие от ранних американских крейсеров, «Чарльстон» изначально не имел парусного рангоута.

### Бронирование
«Чарльстон» имел схему защиты, типичную для «элсвикских крейсеров». Броневая палуба из стальной брони, имела толщину в плоской части 51 мм, а на скосах увеличивалась до 76 мм. Систему защиты дополняли угольные ямы, располагавшиеся выше и ниже броневой палубы и прикрывавшие главные механизмы. Лёгкое броневое прикрытие получила и боевая рубка. Орудия главного калибра находились в барбетах, толщиной 51 мм. Впоследствии орудия получили также броневые щиты.

### Вооружение
Главный калибр крейсера состоял из двух 203-мм орудий Mark 3, разработанных в 1889 году. Длина ствола достигала 35 калибров, а масса 13 336 кг. Бронебойный снаряд весом 113,7 кг выпускался с начальной скоростью 640 м/с на дальность до 9462 м (52 кбт), при углах возвышения −4+13°. Скорострельность колебалась от 0,5 до 0,8 выстрелов в минуту. Орудия размещались в оконечностях корабля, в невысоких барбетных установках.
Второй калибр был представлен 152-мм орудиями Mark I также разработанными в 1883 году и имевшими ствол длиной в 30 калибров. Масса орудия составляла 4994 кг, оно стреляло снарядами весом 45,48 кг с начальной скоростью 594 м/с. Дальность стрельбы при углах возвышения −10+12° достигала 6430 м (35 кбт). Скорострельность составляла 0,66 выстрела в минуту. Все эти орудия размещались в бортовых спонсонах.
Прочая артиллерия была представлена маломощными орудиями калибров 57-мм, 47-мм и 37-мм. Последние могли выпускать до 25 снарядов в минуту.

## Служба
С 1890 года «Чарльстон» служил на Тихом океане, в качестве флагмана Тихоокеанской эскадры американского флота. В этот период наиболее заметными событиями в биографии корабля стали доставка в Гонолулу тела гавайского короля Калакауа, скончавшегося в Сан-Франциско, и участие в поиске чилийского парохода «Итата», который бежал из гавани Сан-Диего в нарушении американских законов о нейтралитете. В 1892 году «Чарльстон» действовал у берегов Дальнего Востока как флагман Азиатской эскадры. В 1893 году «Чарльстон» обогнул Южную Америку и прибыл на восточное побережье США. Обратно на Тихий океан крейсер вернулся в 1894 году.
С началом испано-американской войны «Чарльстон» был привлечён к боевым действиям. Крейсеру поручили возглавить экспедицию по захвату острова Гуам. 20 июня 1898 года «Чарльстон» и три транспорта с солдатами прибыли к острову. О начале военных действий испанцы даже не подозревали и быстро капитулировали. Далее «Чарльстон» отправился к Филиппинским островам, на усиление эскадры коммодора Дьюи. Хотя решительное сражение с испанской азиатской эскадрой произошло до прибытия «Чарльстона», появившегося на месте 30 июня 1898 года, крейсер успел поучаствовать в боевых действиях, поддерживая артиллерийским огнём американские войска при захвате Манилы и Субик-Бэй.
2 ноября 1899 года крейсер наскочил на необозначенный подводный риф, близ острова Камигин, находящего к северу от острова Лусон. Крейсер в ходе крушения был почти полностью разрушен, команда покинула его и была спасена 12 ноября 1899 года.